# Bisaurri
Bisaurri (Bisagorri o Bisaúrri en aragonés) es un municipio español de la Ribagorza, en la provincia de Huesca, Aragón. Según el INE de 2023, la población de la localidad es de 176 habitantes con la suma de todas la poblaciones y por sí sola es de 63 habitantes.
En Bisaurri se encuentra la planta embotelladora que aprovecha las aguas del manantial de Veri, en San Martín de Veri.

## Demografía
Bisaurri cuenta con una población de 179 habitantes (INE 2024).
| Gráfica de evolución demográfica de Bisaurri entre 1842 y 2021 |
| |
| Población de derecho según los censos de población del INE Población de hecho según los censos de población del INEEn estos censos se denominaba Bisauri: 1877 y 1887 Entre el censo de 1857 y el anterior, este municipio desaparece porque se integra en el municipio 22517 (Arasanz) Entre el censo de 1877 y el anterior, aparece este municipio porque cambia de nombre y desaparece el municipio 22517 (Arasanz) |

## Geografía

### Núcleos de población
- Arasán
- Bisaurri (capital del municipio)
- Buyelgas
- Dos
- Gabás
- La Muria
- Renanué
- San Feliu de Veri
- San Martín de Veri
- San Valero
- Urmella

## Lugares de interés
- Casa Siñó.[8]
- Iglesia parroquial de San Cristóbal, de origen románico pero reformada en el siglo XVI.[8]

### Arqueología

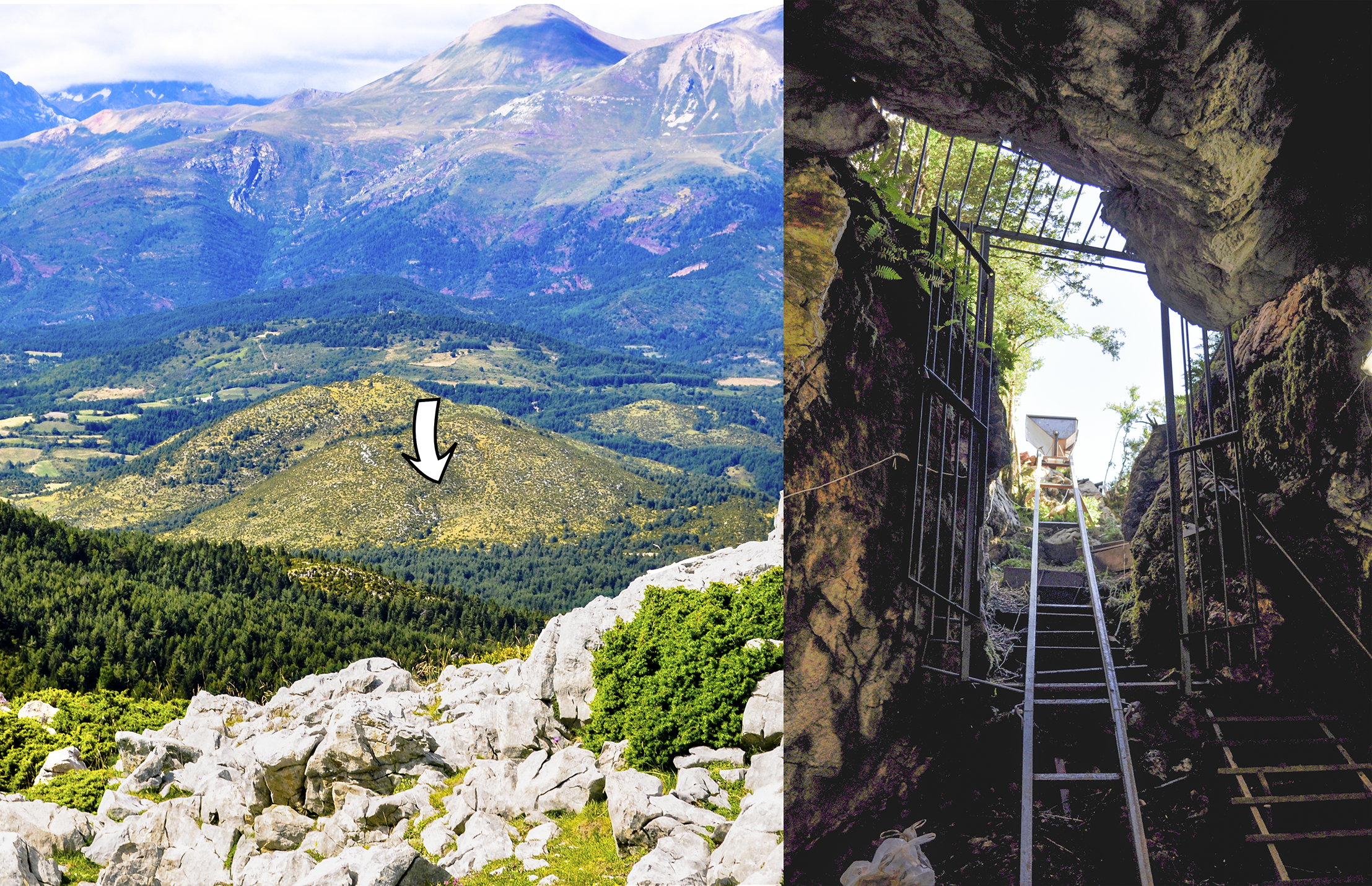
Cueva Els Trocs

La evidencia arqueológica de la llegada de grupos neolíticos proviene principalmente de abrigos rocosos y cuevas, donde se encuentran herramientas de piedra pulida, vasijas de cerámica, granos de cereales y fauna como en la cueva Els Torc. Entre los restos de animales domésticos descubiertos, en particular caprinos, destaca una abundancia de ovejas.

## Administración y política
| 1979-1983 | Ricardo Gabás Ariño       | UCD  |  |
| 1983-1987 |                           |      |  |
| 1987-1991 | José Gabal Lacambra       | PSOE |  |
| 1991-1995 |                           |      |  |
| 1995-1999 |                           |      |  |
| 1999-2003 |                           |      |  |
| 2007-2011 | Lucía Isabel Eri Gairín   | PSOE |  |
| 2011-2015 | Eduardo Gracia Arazo      | PP   |  |
| 2015-2019 | María Pilar Saludes Vispe | PP   |  |

| Partido político    | Partido político                                   | 2003   | 2007   | 2011   | 2015   |
| Partido político    | Partido político                                   | Ediles | Ediles | Ediles | Ediles |
|                     | Partido Popular de Aragón (PP)                     | 4      | 1      | 3      | 4      |
|                     | Partido de los Socialistas de Aragón (PSOE-Aragón) | 1      | 4      | —      | 1      |
|                     | Partido Aragonés (PAR)                             | —      | —      | 2      | —      |
|                     | Chunta Aragonesista (CHA)                          | 0      | 0      | —      | 0      |
| Total de concejales | Total de concejales                                | 5      | 5      | 5      | 5      |

## Fiestas
- 31 de agosto, San Ramón Nonato.
- 10 de julio, romería de San Cristóbal.